# Nestor productus
El kākā de la Isla Norfolk (Nestor productus) es una especie extinta de ave psitaciforme de la familia de los loros de Nueva Zelanda (Strigopidae). Era de gran tamaño, y tenía un pico prominente. Su plumaje era castaño-oliváceo, con el cuello naranja y el pecho de color paja. Vivía en las rocas y los árboles de la isla Norfolk y la adyacente isla Phillip. Era una especie emparentada con el kākā (Nestor meridionalis), de Nueva Zelanda. Se extinguió a mediados del siglo XIX (
(1851)debido al exceso de caza para comida o para mascota.